# Päivi Aaltonen
Päivi Aulikki Aaltonen (* 12. Dezember 1952 in Tampere als Päivi Aulikki Meriluoto) ist eine ehemalige finnische Bogenschützin.

## Erfolge
Sie nahm an drei Olympischen Spielen teil. Bei den Olympischen Spielen 1980 in Moskau gewann sie die Bronzemedaille, vier Jahre darauf belegte sie in Los Angeles den fünften Platz. Die Wettbewerbe im Bogenschießen während der Olympischen Sommerspiele von 1988 schloss sie im Einzel auf dem zehnten Platz der Gesamtwertung ab, mit der Mannschaft erreichte sie Rang 13. Bei Europameisterschaften gewann sie mehrere Silber- und Bronzemedaillen, zudem war sie mehrfache finnische Meisterin.